# Boleslao II el Temerario
Boleslao II el Temerario (en polaco: Bolesław II Śmiały), el Generoso (Szczodry pron.ⓘ) o el Cruel (Okrutny) (¿?, 1042-1081) de la dinastía Piast, Duque de Polonia (1058 a 1076) y luego de autoproclamarse rey de Polonia (1076 y 1079).

## Biografía
Boleslao II nació como hijo del duque polaco Casimiro I el Restaurador y de la princesa rusa María Dobroniega de Kiev. Luego de la muerte de su padre ascendió al trono en 1058, teniendo prioridad frente a su hermano menor Vladislao.
En 1060 su primera empresa armada como duque polaco consistió en asistir a su tío Bela I de Hungría. Bela había tomado como esposa a la princesa Riquilda de Polonia, la cual era hermana del duque polaco Casimiro I el Restaurador, el padre de Boleslao II. De esta forma los lazos familiares entre Bela y Boleslao II significaron una fuerte y poderosa alianza entre los dos monarcas. Por otra parte, los conflictos entre el rey Andrés I de Hungría y su hermano Bela cada vez eran más serios. El rey, sin herederos, había nombrado su sucesor a su hermano Bela, pero ante repentino nacimiento de su hijo Salomón de Hungría cambió la situación. Andrés I coronó a su hijo para asegurar su sucesión y la enemistad con su hermano Bela se agravó nuevamente. Boleslao II y Bela arribaron al reino húngaro y durante una confusa serie de sucesos militares que desencadenaron en la Batalla junto al río Tisza, de la cual apenas consiguió escapar el rey húngaro, quien murió durante su huida. Bela fue coronado como rey húngaro gracias a la asistencia de Boleslao II, generándose a partir de este momento relaciones estables entre los dos estados medievales.
Posteriormente, durante la Querella de las Investiduras, puesto que las casas reales de Polonia y Hungría tenían lazos familiares y deseaban ambos estados medievales mantener su independencia frente al Sacro Imperio Romano Germánico, Boleslao II apoyó al papa Gregorio VII contra el emperador.
Boleslao II tuvo serios conflictos políticos con el obispo Estanislao de Cracovia, pues en una ocasión un noble llamado Pedro había donado en su testamento una propiedad suya al clérigo polaco, pero Boleslao se negaba a reconocer esta donación. Ante tal negación, dice la tradición que Estanislao resolvió resucitar al noble polaco, quien fue a testificar en favor del obispo, resolviéndose el problema[cita requerida]. Sea como fuese, los conflictos entre el clérigo y el rey aumentaron cada vez más hasta que, en 1079, el monarca decidió ordenar a sus hombres que asesinasen al obispo. Sin embargo, ninguno se atrevió a lastimarlo y Boleslao irrumpió en plena misa y, con su propia espada lo atacó, quitándole la vida. Posteriormente, como era costumbre en esa época, ordenó que el cuerpo sin vida del obispo fuese desmembrado como castigo, lo que generó la ira de la nobleza polaca y de la gente común, produciéndose una seria situación de inestabilidad.
Boleslao abandonó de inmediato Polonia, buscando refugio en Hungría en la corte de su primo el rey Ladislao (1077-1097). Cuenta la leyenda que, cuando llegó ante el rey húngaro, Boleslao no se bajó de su caballo, mientras que Ladislao sí que lo hizo, considerándose esto una ofensa y una falta de respeto[cita requerida]. Sin embargo, Ladislao lo recibió y le permitió permanecer en su reino, donde murió aproximadamente en 1081.